# XXIV Maggio
Il XXIV Maggio (già Pontbriand, già Orao, già Pennyworth, già Gogovale) è stato un piroscafo da carico italiano, violatore di blocco durante la seconda guerra mondiale.

## Storia
Costruita nel 1916 dai cantieri Greenock & Grangemouth Dockyard Company Ltd. di Greenock (con numero di cantiere 368), la nave era un piroscafo da carico con scafo in acciaio, di 5388 tonnellate di stazza lorda. Il primo armatore della nave, per due anni, fu la compagnia Barr, Crombie & Company Ltd. di Glasgow, sotto la quale il piroscafo portò il nome di Gogovale. Nel 1918 il mercantile fu acquistato dalla Dalgliesh Steam Shipping - Dalgliesh Robert Stanley Shipping di Newcastle-upon-Tyne, che lo impiegò sino al 1935 sotto il nome di Pennyworth.
Poco tempo dopo l'acquisto, il 15 marzo 1918, il Pennyworth, in navigazione da Boulogne a Portland, venne silurato dal sommergibile tedesco UC 71 circa 3,5 miglia ad est/sudest da Beachy Head. La nave, che navigava scarica, rimase danneggiata, con una vittima tra l'equipaggio.
Nel primo viaggio da Newcastle a Churchill, nell'agosto 1932, la nave incontrò una violenta tempesta, che riuscì tuttavia a superare: al termine di tale viaggi il Pennyworth fu la prima nave da carico ad entrare nel porto di Churchill, appena costruito.
Il 18 novembre 1933 il Pennyworth, partito da Sorol e diretto a Queenstown con un carico di 7500 tonnellate di grano, al comando del capitano A. W. Gofton, si arenò sulla costa canadese, nei pressi dell'Île de Orléans, sul fiume San Lorenzo. Dichiarato «constructive total loss» il 25 novembre 1933, il piroscafo poté invece essere disincagliato nel giugno 1934.
Nel 1935 il piroscafo, riparato e rimesso in efficienza (la stazza lorda venne leggermente modificata, divenendo di 5372 tsl), venne acquistato dalla compagnia jugoslava Jugoslavenska Plovidba D. D. di Susak, che lo ribattezzò Orao e nel corso dello stesso anno lo rivendette ai Chantiersi Manseau, Sorel Pq, società canadese che lo rinominò Pontbriand e lo registrò presso il Compartimento marittimo di Montréal.
Nel 1937 il Pontbriand venne comprato dal suo ultimo proprietario, la Società anonima Cooperativa di Navigazione Garibaldi, con sede a Genova, che lo ribattezzò XXIV Maggio e lo iscrisse con matricola 2199 al Compartimento marittimo di Genova.
Alla data dell'entrata dell'Italia nel secondo conflitto mondiale, il 10 giugno 1940, il XXIV Maggio, al comando del capitano Mario Mingarelli, si trovava a Recife, in Brasile, dove rimase inattivo per circa un anno.
Nel frattempo lo Stato Maggiore della Regia Marina aveva proposto ed ottenuto di mettere a punto un piano per far forzare il blocco alleato da parte dei mercantili rifugiati nelle nazioni neutrali più benevole nei confronti dell'Italia (Spagna, Brasile e Giappone) e farli giungere a Bordeaux, base atlantica italiana (Betasom) nella Francia occupata: le navi sarebbero passate sotto il controllo delle forze tedesche, mentre i carichi (ancora a bordo da quando, dopo la dichiarazione di guerra, si erano rifugiate nei porti neutrali) sarebbero stati trasferiti in Italia via terra. Dopo la trasmissione delle istruzioni da seguire per la partenza ed il viaggio, era stata organizzata la partenza dei vari mercantili, iniziando dalla Spagna continentale, dalla quale, tra il febbraio ed il giugno 1941, si trasferirono a Bordeaux i mercantili Clizia, Capo Lena ed Eugenio C.. Era poi stato organizzato il trasferimento delle navi che si trovavano nelle Canarie: tra aprile e giugno si erano trasferiti in Francia i mercantili Capo Alga, Burano, Todaro, Ida ed Atlanta, mentre erano andate perdute le navi cisterna Recco, Sangro e Gianna M. ed il piroscafo Ernani. Toccò quindi alle navi bloccate in Brasile (al largo delle cui coste stazionavano numerose navi da guerra britanniche): in quelle acque stazionavano il transatlantico Conte Grande, due navi cisterna e 15 navi da carico. Per mezzo dell'addetto navale in Brasile, capitano di fregata Torriani, e del suo vice, tenente di vascello Di Vicino, Supermarina contattò i comandanti delle varie navi e scelse quelle adatte ad affrontare una traversata oceanica che le portasse nella Francia occupata: allo scopo vennero selezionati cinque piroscafi, la motonave Himalaya, giunta dall'Eritrea, e due navi cisterna, mentre le restanti undici navi, giudicate in condizioni non idonee ad una lunga navigazione, vennero lasciate in Brasile.  Per prime, il 28 marzo, furono fatte partire le due navi cisterna: la Frisco, giunta indenne a Bordeaux, e la Franco Martelli, silurata ed affondata da un sommergibile britannico durante la navigazione.
Tre mesi più tardi, tra il 28 ed il 29 giugno 1941, lasciarono i porti di Recife e Belém i piroscafi XXIV Maggio, Butterfly e Monbaldo. Alle 23.30 del 29 giugno il XXIV Maggio, con a bordo 40 uomini ed un carico di 996 tonnellate di merci di vario tipo (406 tonnellate di cotone, 218 di gomma, 207 di berillio e 165 di pelli non conciate), salpò da Recife contemporaneamente al Butterfly, poi le due navi si divisero e presero il largo. Nonostante la partenza fosse stata svolta nella maniera il più possibile accorta, informatori britannici ne ebbero subito notizia ed immediatamente dopo la partenza delle navi Berlino intercettò un messaggio radio inviato da Montevideo all'ammiragliato britannico: «Pernambuco informa che i piroscafi italiani Butterfly e XXIV Maggio sono usciti alle 23.30». Nonostante ciò, il primo tratto della navigazione fu abbastanza tranquillo, con alcuni avvistamenti evitati senza problemi. La nave venne camuffata in modo da assomigliare al piroscafo britannico Australind. Dato che alcune settimane prima un altro violatore di blocco, il piroscafo Ernani, in navigazione dalle Canarie a Bordeaux camuffato da norvegese Enggano, era stato silurato ed affondato accidentalmente da un U-Boot tedesco, l'11 luglio il comando della base sommergibilistica di Betasom, onde evitare altri incidenti di questo tipo, inviò ai sommergibili italiani operanti nell'Atlantico il messaggio: «At sommergibili Malaspina, Finzi, Bianchi, Torelli, Barbarigo et Bagnolini punto eventuale incontro con seguenti navi in arrivo noti porti alt Mombaldo truccato come inglese Costelmoor alt XXIV Maggio come Australind alt Butterfly come panamense Penelope». Più avanti nella navigazione venne avvistato a circa venti miglia l'albero di una nave, della quale in breve comparve la sagoma: l'unità sconosciuta procedeva a grande velocità verso il piroscafo italiano (sebbene non apparisse diretta verso di esso), a bordo del quale fu dato l'allarme. Il XXIV Maggio invertì bruscamente la rotta, sbandando sulla sinistra nella virata, e cercò di allontanarsi alla massima velocità, mentre venivano fatti i preparativi per l'autoaffondamento. Dopo oltre un'ora d'inseguimento l'unità avversaria, un incrociatore ausiliario australiano, modificò la rotta e puntò con decisione verso il XXIV Maggio, a bordo del quale il primo ufficiale, il nostromo ed il cambusiere provvidero ad aumentare le scorte di viveri ed acqua delle imbarcazioni, in vista del probabile abbandono della nave. Il comandante Mingarelli decise a quel punto di interrompere la fuga, che avrebbe altrimenti reso poco credibile l'identità della nave come della britannica Australind: a grande distanza, quando le due navi non erano riconoscibili (e pertanto l'incrociatore ausiliario avrebbe potuto essere una nave nemica), una simile manovra sarebbe stata plausibile anche da parte una nave inglese, ma, essendo ormai l'incrociatore ausiliario perfettamente riconoscibile, non vi sarebbe ormai stato alcun motivo per prolungare la fuga (e del resto se l'unità avversaria, che era comunque più veloce del XXIV Maggio, avesse ritenuto che l'inseguimento si stesse protraendo per troppo tempo, avrebbe potuto contattare altre navi od aerei alleati per intercettare il piroscafo). Il mercantile, pertanto, invertì la rotta e presentò la prua all'incrociatore ausiliario, che da parte sua, quando le distanze si furono ridotte a meno di tre miglia, richiese dapprima il nominativo del mercantile (cui Mingarelli rispose, con il lampeggiatore Aldis, «Nave di sua maestà britannica Australind»), poi il porto di provenienza, cui fu risposto «Montevideo» (richiesta reiterata e nuovamente risposta con Montevideo), quindi di issare la bandiera (il terzo ufficiale provvide allora ad issare la bandiera britannica) ed il porto di destinazione, cui fu risposto «Belfast». Infine l'unità nemica richiese il nome del comandante, cui fu risposto «Smith». Persuaso dell'identità dell'Australind, l'incrociatore ausiliario si allontanò, dopo aver augurato buon viaggio al mercantile.
Il XXIV Maggio riprese pertanto la navigazione, ma poco dopo venne avvistata un'altra nave a proravia: il piroscafo italiano virò mettendo tutto il timone a sinistra e la nave sconosciuta, rivelatasi essere un mercantile, ne tagliò la rotta, per poi accostare ed allontanarsi velocemente. Il XXIV Maggio si allontanò coperto dalla notte, tornando poi sulla rotta prestabilita, ed il 23 luglio giunse in vista di Ons, nei pressi della baia di Vigo (Spagna), da dove proseguì in direzione della costa della Francia. Il 25 luglio il piroscafo venne raggiunto da unità tedesche inviate a scortarlo, ed il 27 si pose all'ormeggio a Royan, nell'estuario della Gironda, non lontano da Bordeaux.
Successivamente la nave riprese il mare, navigando per conto delle forze tedesche. Alle 00.45 del 16 giugno 1943 un convoglio di cui il piroscafo italiano faceva parte (gli altri mercantili erano i tedeschi Bahia, Uhlenhorst, Kiel, Adlergrund e Mowenriff, con la scorta delle unità minori V 5803, V 5902, V 6103, V 6104, V 6109, V 6110, V 6112 e dei cacciasommergibili UJ 1206, UJ 1207, UJ 1208, UJ 1212 ed UJ 1214) venne infruttuosamente attaccato nel Kongsfjord dal sommergibile sovietico S 101.
Al momento dell'annuncio dell'armistizio, l'8 settembre 1943, il XXIV Maggio era in navigazione alla volta di Amsterdam: non appena fu arrivata nella capitale olandese, la nave venne catturata dalle truppe tedesche.
Il 22 settembre 1944 il XXIV Maggio venne affondato dagli stessi tedeschi ad Amsterdam, onde ostruirne il porto. Il relitto venne successivamente recuperato e smantellato.